# Gäddtjärnen (Torps socken, Medelpad, 690790-152621)
Gäddtjärnen är en sjö i Ånge kommun i Medelpad och ingår i Harmångersåns huvudavrinningsområde.